# Trathala leptomera
Trathala leptomera är en stekelart som beskrevs av Dasch 1979. Trathala leptomera ingår i släktet Trathala och familjen brokparasitsteklar. Inga underarter finns listade i Catalogue of Life.